# María Isabel Salazar de Lince
María Isabel Salazar de Lince es una pintora colombiana. Nació en Bogotá en 1939. Estudió Arte y Diseño Arquitectónico en la Pontificia Universidad Javeriana. Posteriormente estudió Dibujo y pintura en Cooperartes y con los maestros David Manzur, Fernando Dávila y Miguel Moyano.
En las décadas de los setenta y los ochenta desarrolló una importante labor en programas de televisión como: El ABC de la Mujer, de Punch TV, El Enemigo Oculto, de AMD TV y Amigos, de Caracol Televisión
En 1975 creó la Fundación Prometeo, dedicada a la prevención, tratamiento y rehabilitación de la drogodependencia, la cual dirigió durante más de dos décadas.
En lo referente a las artes plásticas, comenzó a exhibir profesionalmente su obra en 1963 y desde entonces ha venido exponiendo regularmente en importantes espacios en Colombia, Estados Unidos, Europa y Asia.
Su pintura empezó en la figuración y con el tiempo derivó hacia la abstracción, destacándose por la fuerza de sus colores y una permanente alusión a elementos de la naturaleza.
Ha recibido reconocimientos como: El Premio Corporación Expreso del Arte en 1997, menciones de honor Women in the Arts del Museo de las Américas en 2014 y 2016, mención de Honor Rotary Club en 2014, mención de honor en el International Print Festival en Bérgamo (Italia) en 2015, y primer premio en el homenaje a Xavier Carbonell en el Museo de las Américas en Houston en 2016
En 2014 recibió el Premio a Toda una Vida de la revista Momentos.